# ГЕС Guāngzhào
ГЕС Guāngzhào (光照水电站) — гідроелектростанція на півдні Китаю у провінції Ґуйчжоу. Знаходячись між ГЕС Шанніпо (вище по течії) та ГЕС Мамая I, входить до складу каскаду на річці Бейпань, лівій твірній Хуншуй (разом з Qian, Xun та Сі утворює основну течію річкової системи Сіцзян, яка завершується в затоці Південнокитайського моря між Гуанчжоу та Гонконгом).
У межах проєкту річку перекрили греблею з ущільненого котком бетону висотою 201 метр, довжиною 410 метрів та шириною по гребеню 12 метрів. Вона утримує витягнуте на 69 км водосховище з площею поверхні 51,5 км2 та об'ємом 3245 млн м3 (корисний об'єм 2147 млн м3), в якому припустиме коливання рівня в операційному режимі між позначками 691 та 745 метрів НРМ (під час повені до 747,1 метра НРМ).
Пригреблевий машинний зал обладнали чотирма турбінами типу Френсіс потужністю по 260 МВт, які забезпечують виробництво 2774 млн кВт·год електроенергії на рік.